# Gohér Gergő
Gohér Gergő (Hatvan, 1987. június 16. –) magyar labdarúgó, hátvéd jelenleg a Lőrinci VSC játékosa.

## Életpályája

### Szolnok
Csapatában azzal szerzett hírnevet, hogy a 2007–2008-as szezonban bombagólt lőtt a Fradinak.

### Diósgyőr
2008 nyarán került a DVTK-hoz, azóta a védelem bal oldalán szerepel. A kezdőcsapat stabil tagja, eddig csak sérülése miatt hiányzott a csapatból. 
2010 februárjában fél évre kölcsönben a Budapest Honvéd csapatához igazolt, miután a Diósgyőrnél nem számítottak a játékára.
Miután visszatért a csapathoz, rendszeresen balhátvédként szerepelt. Tagja volt a kupadöntős és a Ligakupa-győztes csapatnak.2014 nyarán a Puskás Akadémia FC szerződtette, majd 2015 januárjában a másodosztályú Soroksár labdarúgója lett. Meghatározó játékosa volt az NB II-es kiscsapatnak, 2016 nyarán az élvonalba visszajutó Mezőkövesd szerződtette.

## Sikerei, díjai
Diósgyőri VTK
- Magyar kupa döntős: 2013-14
- Magyar ligakupa győztes: 2014